# Fissidens hymenodon
Fissidens hymenodon är en bladmossart som beskrevs av Bescherelle 1885. Fissidens hymenodon ingår i släktet fickmossor, och familjen Fissidentaceae. Inga underarter finns listade i Catalogue of Life.